# Ctenomys roigi
El tuco-tuco de Roig (Ctenomys roigi) es una especie de roedor del género Ctenomys de la familia Ctenomyidae. Habita en el nordeste del Cono Sur de Sudamérica.

## Taxonomía
Esta especie fue descrita originalmente en el año 1988 por el zoólogo argentino Julio Rafael Contreras.
Localidad tipo
La localidad tipo referida es: “Costa Mansión, 10 km al sur de Empedrado (28°02′S 58°49′W), Corrientes, Argentina”.
Etimología
El término específico es un epónimo que refiere al apellido de la persona a quien le fue dedicada la especie, el zoólogo argentino Virgilio Germán Roig.

## Distribución geográfica y hábitat
Esta especie es endémica de dunas en áreas siempre inferiores a los 100 m s. n. m., próximas a la margen izquierda (oriental) del río Paraná, en la zona occidental de la provincia de Corrientes, nordeste de la Argentina.

## Conservación
Según la organización internacional dedicada a la conservación de los recursos naturales Unión Internacional para la Conservación de la Naturaleza (IUCN), al tener una distribución muy limitada, sufrir algunas amenazas y poseer poblaciones que declinan continuamente, la clasificó como una especie “En peligro crítico” en su obra: Lista Roja de Especies Amenazadas.